# Gravitcornutia sterigmaspis
Gravitcornutia sterigmaspis es una especie de polilla del género Gravitcornutia, tribu Cochylini, familia Tortricidae. Fue descrita científicamente por Razowski & Becker en 2001.

## Distribución
La especie se distribuye por América del Sur: Brasil.